# フードファイター
フードファイター（Food Fighter）とは、早食い・大食いを競技として捉え、大会に出場する人物を指す和製英語。海外では「Competitive eater」と呼ばれ、スポーツ選手として扱う傾向がある。

## 概要
テレビ番組としてテレビ東京で放送されたバラエティ番組の大食い企画「全国大食い選手権」では、『日曜ビッグスペシャル（1989年 - 1991年）』時代、『TVチャンピオン（1992年 - 2002年）』時代の後半まで、一般視聴者が参加して大食いを競い合う番組だった。（→『元祖!大食い王決定戦』を参照）
2001年の『フードバトルクラブ』（TBS）が放送されると、選手個人の人気が出始め一大ブーム（流行）となり、タレント化した選手が「フードファイター」を名乗るようになる。2001年には、小林尊、ジャイアント白田らが、早食い・大食い競技をスポーツとして確立するために「Food Fighter Association(FFA)」という任意団体を設立するが、その矢先、2002年に愛知県の中学生の死亡事故が起き、大食い番組自体がかなりのバッシングを受ける事態となり、テレビ局が早食い・大食い番組を自粛して大食いブームは一時沈静化し、かなり壊滅的な状況となった。
一時は壊滅的な状況に追い込まれた大食い業界であったが、2005年4月11日、安全対策を施したうえでテレビ東京『元祖!大食い王決定戦』が放送され、これに追随する形で再び各局が大食い番組を制作するようになった。なお、テレビ東京では一貫して出場選手をフードファイターとは呼称しない。その後も、時期によって波はあるものの需要はなくなっておらず、新型コロナウイルスの流行により、一時的に再び大食い番組の開催を自粛していたが、2023年現在ではほぼ以前のような大食い番組の制作がなされている。
フードファイターを含む大食い客に対して、バイキング形式をとる飲食店を中心にしばしば出入り禁止の処分が下される。しかし、中にはあえてフードファイター向けのチャレンジメニューを用意して、呼び込もうという動きも見られる。

## フードファイター一覧

### 海外
- ジョーイ・チェスナット
- ソーニャ・トーマス（英語版）
- モリー・スカイラー

## 出版物

### 出演作品
- 大食い入門（単行本、全国大食い探究会著・ソニーマガジンズ、1994年10月発売）
- TVチャンピオン 大食い選手権（単行本、テレビ東京番組制作スタッフ著・双葉社、2002年3月発売）
- 闘う胃袋 食らえ!大食いアスリート列伝（単行本、ジェイソン・ファゴニー著・酒井泰介訳・ランダムハウス講談社、2006年10月発売）
- 元祖!大食い王決定戦
  - 元祖!大食い王決定戦 其の一 〜新時代の幕開け〜（DVD、東宝、2010年3月19日発売）
  - 元祖!大食い王決定戦 其の二 〜新爆食女王誕生〜（DVD、東宝、2010年3月19日発売）
- ギネス世界記録（書籍、KADOKAWA、毎年9月10日発売） - 小林尊の記事を2011年以降、掲載（2011-P.19、P.154、2012-P.160、2013-P.11、2014-P.62、2015-P.J-05、2016-P.86）
- ナンシー関による評論 - 早食い・大食い番組やフードファイターのファンであり、テレビ消灯時間の連載（週刊文春2001年10月11日号P.168等）やコメントを求められて（週刊朝日2001年12月21日号P.149等）、何度も評論している。
- 腹ペコ!なでしこグルメ旅 - ブラックマヨネーズが、大食い美女たちとともに美食めぐりをするバラエティ番組
- デカ盛りハンター - フードファイターがチャレンジメニューに挑戦する企画メインのバラエティ番組

### 創作物
- フードファイト - 大食い競技をテーマとしたテレビドラマ
- 喰いしん坊! - 大食い対決をテーマとした漫画、土山しげる作
- 大食い甲子園 - 大食い対決をテーマとした漫画、土山しげる作
- フードファイタータベル - 大食い対決をテーマとした漫画、うすた京介作
- てんむす - 食いしん坊の女の子を主人公にした、大食い競技を描いた漫画、稲山覚也作
- 喰 -kuu- - 大食い対決をテーマとしたライトノベル
- 失恋フードファイター - お笑いコンビよゐこの有野晋哉が受賞作品にコメントを寄せた川柳[12]
- 薬用リステリン 大胆に生きよう！「フードファイター」篇 - 新舛有紀が主演を務めたジョンソンアンドジョンソンのCM[13]
- 満面の笑みで入れたばかりのインプラントを自慢する元フードファイター - 編集者/ライターで2014年7月獲得LIG社内大食い王である[14] 朽木誠一郎をモデルとするフリー写真素材[15]
- 虫フードファイター佐々木孫悟空の世界最強虫喰王決定戦 - 虫専門フードファイターである佐々木健三郎によるギネス記録挑戦のDVD